# Henri de La Tour d'Auvergne (1555-1623)
Pour les articles homonymes, voir Turenne et Henri de La Tour d'Auvergne.
Henri de La Tour d'Auvergne (Joze, 28 septembre 1555 - Sedan, 25 mars 1623) est un prince de Sedan, principauté entre royaume de France et Saint-Empire, après avoir été d'abord militaire en même temps que vicomte de Turenne et duc de Bouillon. Il appartient à la maison de La Tour d'Auvergne issus des derniers comtes d'Auvergne.
Il combat pendant les guerres de Religion au côté du duc d'Alençon puis, converti au protestantisme à l'âge de vingt-et-un ans, au côté du roi de Navarre, futur Henri IV de France.
Il devient par mariage duc de Bouillon en 1591, hérite de la principauté de Sedan et reçoit le titre de maréchal de France en 1592. Il a été, à de nombreuses reprises, impliqué dans des complots fomentés contre le roi et la monarchie. Cet incorrigible conspirateur se montra pourtant un bon administrateur de la principauté de Sedan.

## Biographie

### Famille et formation
Henri de la Tour d'Auvergne, vicomte de Turenne, est né au château de Joze, en Auvergne, le 28 septembre 1555. Il est le fils de François III de La Tour d'Auvergne, vicomte de Turenne, et d’Éléonore, fille aînée du connétable Anne de Montmorency.
Sa mère meurt en 1556 et son père est tué l’année suivante lors de la bataille de Saint-Quentin (1557) ; son grand-père est également fait prisonnier lors de cette bataille.
Henri devient orphelin à l’âge de deux ans, aussi son parrain le roi Henri II fait nommer un curateur pour s’occuper de ses biens. Il est envoyé à la Cour à l'âge de dix ans et est attaché à François d'Alençon.
La cour des Valois marque profondément le jeune garçon. C'est une assemblée de princes, ducs, comtes, marquis, artistes, musiciens, savants et ecclésiastiques, aimant la culture, les idées mais aussi les intrigues. Il y côtoie Henri de Navarre, futur roi de France, et gagne son amitié.

### Carrière militaire
En 1573, il prit part au siège de La Rochelle. L'année suivante, il participa à la Conjuration des Malcontents. Lors de la cinquième guerre de religion, en 1575, François de La Noue l’envoya soutenir les huguenots de la région de Montauban. C'était là son premier commandement d’une armée et il chassa les troupes royales qui empêchaient les récoltes et les vendanges. Il se convertit au calvinisme vers 1576 et devint lieutenant-général du Haut-Languedoc.
En 1581, après avoir accompagné François d'Alençon, duc d'Anjou aux Pays-Bas, il devint premier gentilhomme d'Henri de Navarre et se distingua en allant chercher des renforts contre la Ligue en 1590.
Fait maréchal de France en 1592, il fut consulté par Henri IV au moment où celui-ci abjura la foi protestante et soutint cette démarche jugée nécessaire à la réconciliation au sein du royaume. Lors du décès de son épouse Charlotte de La Marck, en 1594, le roi le confirma en tant qu'héritier de la principauté.
Il servit dans les campagnes militaires notamment lors du siège de Doullens (1595) jusqu'à la pacification de 1597-1598, notamment dans le cadre des campagnes luxembourgeoises entreprises en collaboration avec les Provinces-Unies. Allié des Grands, mécontents, il fut mêlé au Complot de Biron et ses terres lui furent confisquées. Il implora son pardon en 1606 et retrouva ses biens. Henri IV dit dès lors de lui : « Méfions-nous des brouillons et des Bouillons. »

### Prince de Sedan

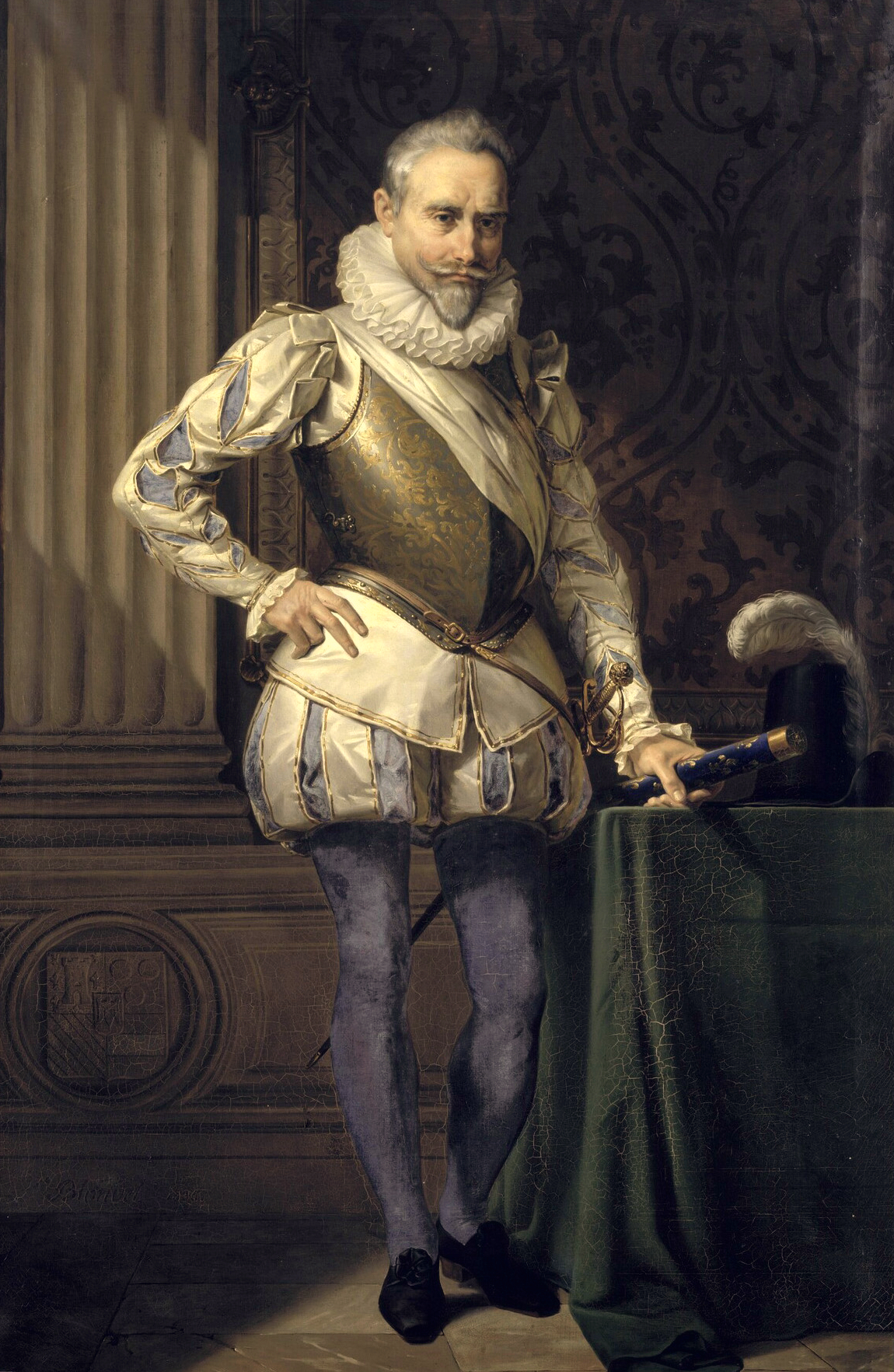
Henri de La Tour d'Auvergne. Peinture du XIX.

Avec l'appui d'Henri, devenu le roi de France Henri IV, il épousa Charlotte de La Marck en 1591, unique héritière du duché de Bouillon et de la principauté de Sedan. Il devint prince souverain de Sedan. Les deux époux s'entendaient bien, mais leur gouvernement conjoint dura peu de temps, Charlotte décédant quelques années plus tard en donnant naissance à un garçon qui n'a pas survécu.
Il se montra bon administrateur de la ville et de la principauté de Sedan. Il signa près de deux cents ordonnances dont la moitié sur la police et l'ordre public, les autres se répartissant sur les thèmes de l'hygiène, des questions militaires, du bon fonctionnement de la justice, de la morale et des finances. Il fonda notamment l'Académie de Sedan, université protestante qui devint célèbre. Il créa également l'Académie militaire des exercices, développa l'imprimerie dans la principauté, fit construire le château-bas, appelé encore « palais des Princes », et étendit les fortifications de Sedan, principale cité de la région désormais.
Après la mort d'Henri IV, il intrigua contre Sully puis s'allia aux princes révoltés contre la régente, Marie de Médicis mais refusa le poste de généralissime des calvinistes lors de l'assemblée de La Rochelle de 1621.
Il mourut à Sedan le 25 mars 1623 en laissant l'image d'un prince turbulent et infidèle envers Henri IV à qui il devait pourtant carrière et fortune. Il a laissé des Mémoires (Paris, 1666).

## Mariage et descendance
Il épouse en secondes noces Élisabeth de Nassau, fille de Guillaume Ier d'Orange-Nassau, dont il eut huit enfants :
- Louise (Sedan, 1596 - Paris, 1607) ;
- Marie (Turenne, 1601 - Thouars, 1665), duchesse de Thouars ;
- Julienne-Catherine (Sedan, 1604 - 1636), qui épouse en 1630 François de La Rochefoucauld (1603-1680), comte de Roucy.
- Frédéric-Maurice (Sedan, 1605 - Pontoise, 1652), duc de Bouillon.
- Élisabeth-Charlotte (Sedan, 1606 - 1685), qui épouse Guy-Aldonce Ier de Durfort, marquis de Duras en 1624[réf. nécessaire], dont postérité ;
- Henriette-Catherine (Sedan, 1609 -), qui épouse Amaury Goyon de La Moussaye, comte de Quintin, en 1629. Leur fils, Henri Goyon de La Moussaye, est gouverneur de Stenay. Leur fille Élisabeth, mariée avec René de Montbourcher, marquis du Bordage, est la mère de la duchesse de Coigny.
- Henri (Sedan, 1611 - Salzbach, 1675), plus connu sous le nom de Turenne ;
- Charlotte (v. 1613 - 1662).